# Daniela Hodrová
Daniela Hodrová (* 5. Juli 1946 in Prag; † 31. August 2024 ebendort) war eine tschechische Literaturtheoretikerin und Schriftstellerin.

## Leben
Daniela Hodrová war die Tochter des Schauspielers Zdeněk Hodr (1908–1984). Sie maturierte 1963 in Prag und arbeitete danach als Regie- und Dramaturgieassistentin am Jiři Wolker Theater. 1964 erschienen ihre ersten Gedichte in der Zeitschrift Divoké víno (Wilder Wein). Von 1972 bis 1975 war Daniela Hodrová als Redakteurin für den Verlag Odeon tätig.
Hodrová studierte an der Karlsuniversität Prag Tschechisch, Russisch, Französisch und vergleichende Literaturwissenschaften (Komparatistik) und promovierte 1977 über die Ursprünge des Romans in der altrussischen Literatur.
Nachdem sie ab 1975 ihre Arbeit an der Tschechoslowakischen Akademie der Wissenschaften (ČSAV) aufgenommen hatte, wurde sie dort 1980 Forscherin der Abteilung Literaturtheorie am Institut für tschechische Literatur.
2016 ging Hodrová in den Ruhestand.